# Rezolucija Vijeća sigurnosti UN-a 1015
Rezolucijom Vijeća sigurnosti UN-a 1015, jednoglasno usvojenom 15. rujna 1995., nakon ponovne potvrđivanja svih rezolucija o situaciji u bivšoj Jugoslaviji, posebno rezolucija 943 (1994.), 970 (1995.), 988 (1995.) i 1003 (1995.), Vijeće je primilo na znanje mjere Savezne Republike Jugoslavije (Srbije i Crne Gore) za nastavio zatvaranje granice s Bosnom i Hercegovinom i stoga produljio djelomičnu suspenziju sankcija protiv Srbije i Crne Gore za dodatnih 180 dana do 18. ožujka 1996.
Istaknuto je da je granica i dalje zatvorena, osim zbog humanitarne pomoći i napora Srbije i Crne Gore u tom smislu. Ostvarena je veća suradnja između Srbije i Crne Gore i Misije Međunarodne konferencije o bivšoj Jugoslaviji.
Djelujući prema Poglavlju VII Povelje Ujedinjenih naroda, međunarodne sankcije nametnute Srbiji i Crnoj Gori suspendirane su do 18. ožujka 1996. Ograničenja i dogovori iz rezolucija 943 i 988 i dalje će se primjenjivati. Situacija bi stalno bila pod nadzorom Vijeća sigurnosti.

## Vanjske poveznice
| Wikizvor | Engleski Wikizvor ima izvorni tekst na temu: United Nations Security Council Resolution 1015 |

- (engl.) Text of the Resolution at undocs.org